# Década de 1560 nas Treze Colónias
Esta é uma cronologia de acontecimentos da década de 1560 no então território das Treze Colónias (atual Estados Unidos).

## 1565
- Em 28 de agosto o militar e explorador espanhol Pedro Menéndes de Avilés fundou Saint Augustine, o primeiro assentamento colonial permanente do território norte-americano.[1][2]